# 360
360 је била преступна година.

## Догађаји
- Фебруар – Галске легије проглашавају Јулијана, римског цезара, за цара у Лутетији (данас Париз), у Клинијским термама. Одбијају да подрже источну кампању против краља Шапура II од Персије и дижу побуну.
- Алемани нападају Рецију (Швајцарску), али их Јулијан потискује иза Рајне, у Шварцвалд.
- Краљ Шапур II наставља своју кампању против римских тврђава, заузимајући Сингару, Безабду и Нисибис.
- Цар Констанције II и Јулијан размењују неколико писама, обојица се надајући да ће избећи грађански рат.
- Хуни нападају Европу у хиљадама, ширећи терор док преузимају територије које су генерацијама држали Алани, Херули, Илири, Остроготи и Визиготи.
- Римске власти у Британији извозе пшеницу да би снабделе легије на Рајни; подстицале су производњу пшенице у ту сврху.
- Цариградски сабор (360): Цар Констанције II захтева црквени сабор у Цариграду; састанку присуствују и источни и западни епископи. Вулфила такође присуствује сабору и подржава резултујући Символ вере. Након сабора, неколико хомоиусијанских епископа је свргнуто или протерано, укључујући Македонија I из Цариграда и Кирила из Јерусалима.
- Свети Мартин Турски основао је опатију Лигуже у Француској за монашки ред Светог Бенедикта, по одобрењу епископа Иларија из Поатјеа.